# Metaboloom

Diagram van de belangrijkste metabole netwerken in eukaryoten. Cirkels zijn metabolieten, en lijnen vertegenwoordigen de omzettingen door enzymen

Het metaboloom is de verzameling van alle metabolieten (producten van de stofwisseling) die voorkomen in een cel of organisme. De term "metaboloom" is ontstaan als analogie op de termen proteoom (verzameling van eiwitten) en genoom (verzameling van genen). Door de transcriptie van het genoom komt het proteoom tot stand, en door de enzymatische activiteit van het proteoom komt het metaboloom tot stand. 
Het metaboloom omvat een grote variatie aan stoffen, die aangemaakt worden door het organisme. Hiertoe behoren aminozuren, nucleïnezuren, vetzuren, koolhydraten, amines, vitaminen, cofactoren, antibiotica en vele andere verbindingen. In de analytische chemie wordt daarom het maken van profielen van het metaboloom beschouwd als een grote uitdaging. Technieken die hiervoor gebruikt worden zijn NMR en massaspectrometrie gekoppeld met scheidingstechnieken als HPLC en CE. 
Het onderzoek naar het totale metaboloom wordt metabolomics genoemd. Metabolomics is de studie van het metaboloom. Evenals proteomics en genomics wordt metabolomics beschouwd als een onderdeel van de systeembiologie, een onderzoeksgebied dat als doel heeft organismen als een geheel te bestuderen. Het metaboloom wordt beschouwd als de meest geschikte indicatie voor de actuele fysiologische toestand van een cel of organisme. Een belangrijk onderwerp binnen de metabolomics is daarom het zoeken naar zogenaamde biomarkers: patronen en afwijkingen in het metabolietenprofiel die aanwijzingen geven over de gezondheidstoestand van een organisme.

## Technieken en analyse
Metabolomics is het onderzoeksgebied dat zich richt op het zo volledig mogelijk in kaart brengen van kleine moleculen (metabolieten) in cellen, weefsels of lichaamsvloeistoffen. De focus ligt op verbindingen met een relatief laag moleculair gewicht, zoals aminozuren, suikers, vetzuren en nucleotiden. Omdat deze metabolieten direct de biochemische activiteit van een systeem weerspiegelen, biedt metabolomics inzicht in de fysiologische of pathologische toestand van een organisme. In metabolomics-onderzoek maakt men onderscheid tussen gerichte analyses, waarbij een vooraf geselecteerd panel van bekende metabolieten nauwkeurig wordt gemeten, en ongerichte analyses, waarbij men zo breed mogelijk probeert te meten, inclusief onbekende verbindingen.
Massaspectrometrie, vaak gekoppeld aan vloeistof- of gaschromatografie (LC-MS of GC-MS), is de meest gangbare analysetechniek. NMR-spectroscopie vormt een alternatieve benadering, waarbij het onderzoeksmonster niet gefragmenteerd hoeft de worden (reproduceerbaarder). De data doe uit massaspectrometrie en NMR komen zijn complex en vergen technische deskundigheid voor interpretatie. Door middel van software-tools kan men data verwerken, normaliseren, en uiteindelijk omzetten in statistiek of pathway-analyses. Het correct annoteren en kwantificeren van metabolieten blijft een essentieel maar lastig onderdeel van metabolomics-onderzoek.